# Krista Siegfrids
Kristin "Krista" Siegfrids, född 4 december 1985 i Kaskö, är en finlandssvensk artist. Siegfrids är uppvuxen i Kaskö med tre syskon, men bor numera i Helsingfors. Hennes modersmål är svenska, och hon talar även finska och engelska. Krista har påbörjat studier till lärare i Vasa.

## Biografi
Siegfrids representerade Finland i den andra semifinalen i Eurovision Song Contest 2013 i Malmö den 16 maj med låten "Marry Me", varifrån hon gick till finalen den 18 maj.
Hon har även spelat in många andra singlar som: Amen, Cinderella, Can you see me, More is more och You only leave once. Siegfrids har skrivit låten "Can you see me" till sin far som dog då hon var väldigt ung.
Hon har suttit i juryn i MGP Finland 2012 och 2013. Hon har också suttit i juryn i The Voice Kids.
Tidigare samma år var hon programledare för andra året i rad för den finska uttagningen till Eurovision, Uuden Musiikin Kilpailu.

### 2013–2015: Eurovision Song Contest och Ding Dong!
Siegfrids deltog i Finland i Eurovision Song Contest 2013 för Eurovision Song Contest 2013 med låten "Marry Me". Den 27-åriga Siegfrids vann tävlingen, som hölls på Barona Areena, genom att uppnå maximalt antal röster från både allmänheten och domarna. Hon valdes att representera Finland i Malmö. Under sitt framträdande delade hon en kyss med en av de kvinnliga dansarna på scenen. Enligt Siegfrids var handlingen en del av showen och uppmanade Finland att legalisera samkönade äktenskap. Den 16 maj tog sig hennes bidrag till finalen i Eurovision den 18 maj. Men i finalen slutade hon 24:a av de 26 länderna med totalt 13 poäng.
Enligt den verkställande chefen för Eurovision Song Contest, Jon Ola Sand, hade Turkiet meddelat i november att de inte skulle delta i Eurovision Song Contest. Även om kanalen lovade att visa tävlingen, ställde Turkiets TRT in visningen av semifinalen och finalen på grund av vad hbt-aktivister påstod var rädsla för Siegfrids utlovade lesbiska kyss. När Kina sände Eurovision Song Contest i oktober 2013 sände tjänstemän Siegfrids framträdande men tog bort kyssen som ett resultat av tv-censuren i Kina och brott mot kinesisk etik, vilket väckte upprördhet bland Eurovision-fans i landet.

### 2016–nutid: Melodifestivalen och Finland i Eurovision Song Contest 2016
Siegfrids har presenterat Finland i Eurovision Song Contest, Finlands nationella uttagningsshow för Eurovision sedan 2016. Samtidigt deltog hon i den svenska nationella uttagningsshowen Melodifestivalen 2016 med låten Faller, men gick inte vidare från andra semifinalen efter att ha placerat sig som femma. I september skrev hon på ett kontrakt med Universal Music Sweden och Stereoscope Scandinavia. Hon deltog i tredje semifinalen Melodifestivalen 2017 med låten Snurra min jord, men gick inte vidare efter att ha placerat sig som sjua. Tidigare samma år var hon programledare för andra året i rad för den finska uttagningen till Eurovision, Uuden Musiikin Kilpailu.
För Eurovision Song Contest 2021 var hon värd för Krista Calling, en backstageserie som sänds på Eurovisionens officiella YouTube-kanal.